# Lena Klenke
Lena Klenke, née le 25 décembre 1995 à Munich (Bavière), est une actrice allemande. Elle est connue pour son interprétation de Laura dans la série de films Un prof pas comme les autres. En 2019, elle incarne le personnage de Lisa dans la série Netflix How to Sell Drugs Online (Fast),.

## Filmographie

### Cinéma
- 2010 : Il était une fois un meurtre : Sinikka Weghamm
- 2013 : Un prof pas comme les autres : Laura
- 2015 : Victoria : une jeune maman
- 2015 : Un prof pas comme les autres 2 : Laura
- 2015 : Becks letzter Sommer : Anna Lind
- 2015 : Die Klasse - Berlin 61 : Bärbel
- 2017 : Mon cœur sauvage (Rock my Heart) : Jana

- 2017 : Un prof pas comme les autres 3 : Laura

- 2018 : La Révolution silencieuse : Lena
- 2020 : Une vie ou l’autre

### Télévision

#### Séries télévisées
- 2014 : Letzte Spur Berlin : Naomi Hessler
- 2014 : Tatort : Hanna Leibold
- 2015 : Brigade du crime : Bärbel « Babsie » Wagner
- 2015 : Notruf Hafenkante : Sandra
- 2015 : Lena Fauch : Anna Knaap
- 2016 : Unser Traum von Kanada : Lina Van Laak
- 2017 : Babylon Berlin : une femme dans le club d'aviron
- 2018 : Tatort : Mia Korf / Harriett Wiesler / Hanna Leibold
- 2019 : 8 Tage : Leonie
- depuis 2019 : How to Sell Drugs Online (Fast) : Lisa (18 épisodes)
- 2021 : Loving Her : Franzi (2 épisodes)
- 2021 : Blackout : Katrin (3 épisodes)

#### Téléfilms
- 2013 : Komasaufen : Sylvia Manthey
- 2015 : Guerre froide sous les tropiques : Chiara
- 2015 : Die Neue : Jacqueline
- 2017 : Der Sohn : une jeune femme